# ノースベイ (サンフランシスコ・ベイエリア)
ノースベイ（英: North Bay）は、アメリカ合衆国カリフォルニア州サンフランシスコ・ベイエリアの小区分であり、サンフランシスコ市より北、サンパブロ湾の西岸から北岸の地域である。最大の都市はサンタローザである。サンフランシスコ・ベイエリアの中では最も人口が少なく都市化も進んでいない地域である。マリン郡、ソノマ郡およびナパ郡で構成されている。

## 歴史
ヨーロッパ人が入ってくる前のノースベイ地域にはポモ族インディアンが住んでいた。まずロシア人が毛皮貿易のための基地としてフォート・ロスの地域を開拓したが、その後はスペインとメキシコのアルタ・カリフォルニアとなって開拓された。カリフォルニア独立革命はソノマの町で発生した。ソノマはカリフォルニア・ミッションの最後の伝道所がある場所でもあった。カリフォルニアがアメリカ合衆国に併合される前の最後の知事秘書官だったマリアーノ・ヴァレホがその家屋をソノマに構えていた。その牧場のランチョ・ペタルーマ・アドベは現在アメリカ合衆国国定歴史建造物に指定されており、近くのペタルーマ市にある。
ノースベイは20世紀に入ってからも孤立し、田園のままだった。1930年代にゴールデン・ゲート・ブリッジが開通してマリン郡を酪農地帯から大規模な郊外地域に変身させた。1990年代までその成長は緩りとしたペースだった。これは1970年代にマリン郡とナパ郡にかなりの開発規制が課せられていたからだった。現アメリカ合衆国上院議員バーバラ・ボクサーがノースベイの未開発空間を保存する運動で重要な役割を果たした。

## ソラノ郡
ソラノ郡はその地理的な位置からノースベイに含めて考えられることがあるが、その文化はイーストベイの文化との関連が深い。このためにヴァレーホ市はバカビル市やフェアフィールド市と共にイーストベイに属していると見なされている。

## 主要都市
ノースベイ最大の都市はソノマ郡サンタローザ（人口167,815人）である。その他、次のような都市が含まれている。カッコ内は2010年国勢調査による人口である。
- ナパ、ナパ郡（76,915人）
- ペタルーマ、ソノマ郡（57,941人）
- サンラフェル、マリン郡（57,713人）
- ノバト、マリン郡（51,904人）

## 交通
ノースベイはサンフランシスコ市とゴールデンゲートブリッジで、イーストベイとはリッチモンド・サンラフェル橋とカルクイネス橋で結ばれている。ノースベイとサンフランシスコ市の間には、ラークスパー、サウサリート、ティブロンおよびエンジェル島のターミナルからフェリーが運航されている。
鉄道は、アムトラックがフェアフィールドからサクラメントとオークランドへキャピトル・コリドー号を運行している。2017年、ラークスパーからソノマカウンティ空港までの通勤・観光鉄道線ソノマ・マリンエリア鉄道が開業した。駅は14駅設置された。。